# Dorfkirche Wergzahna

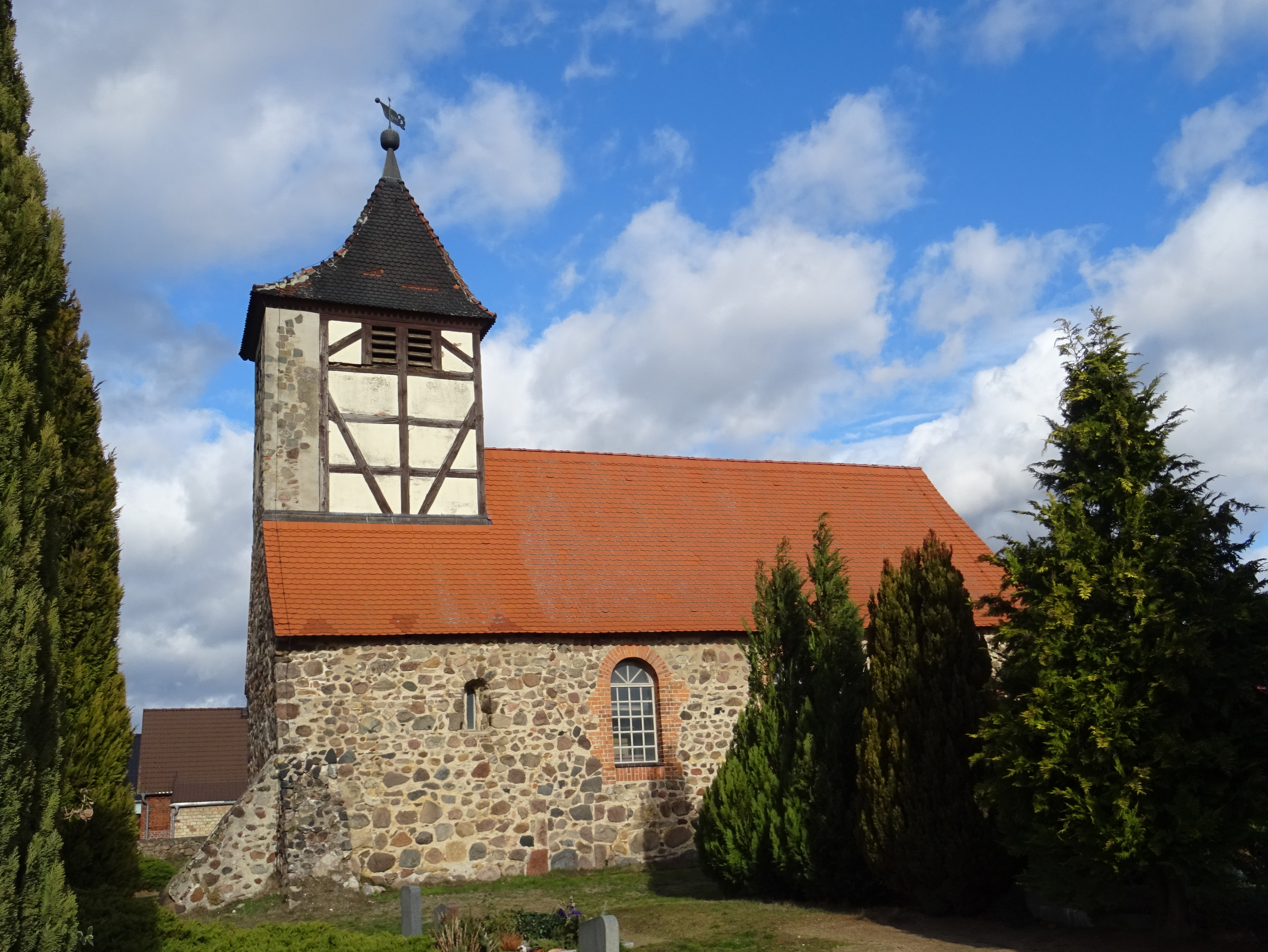
Dorfkirche Wergzahna

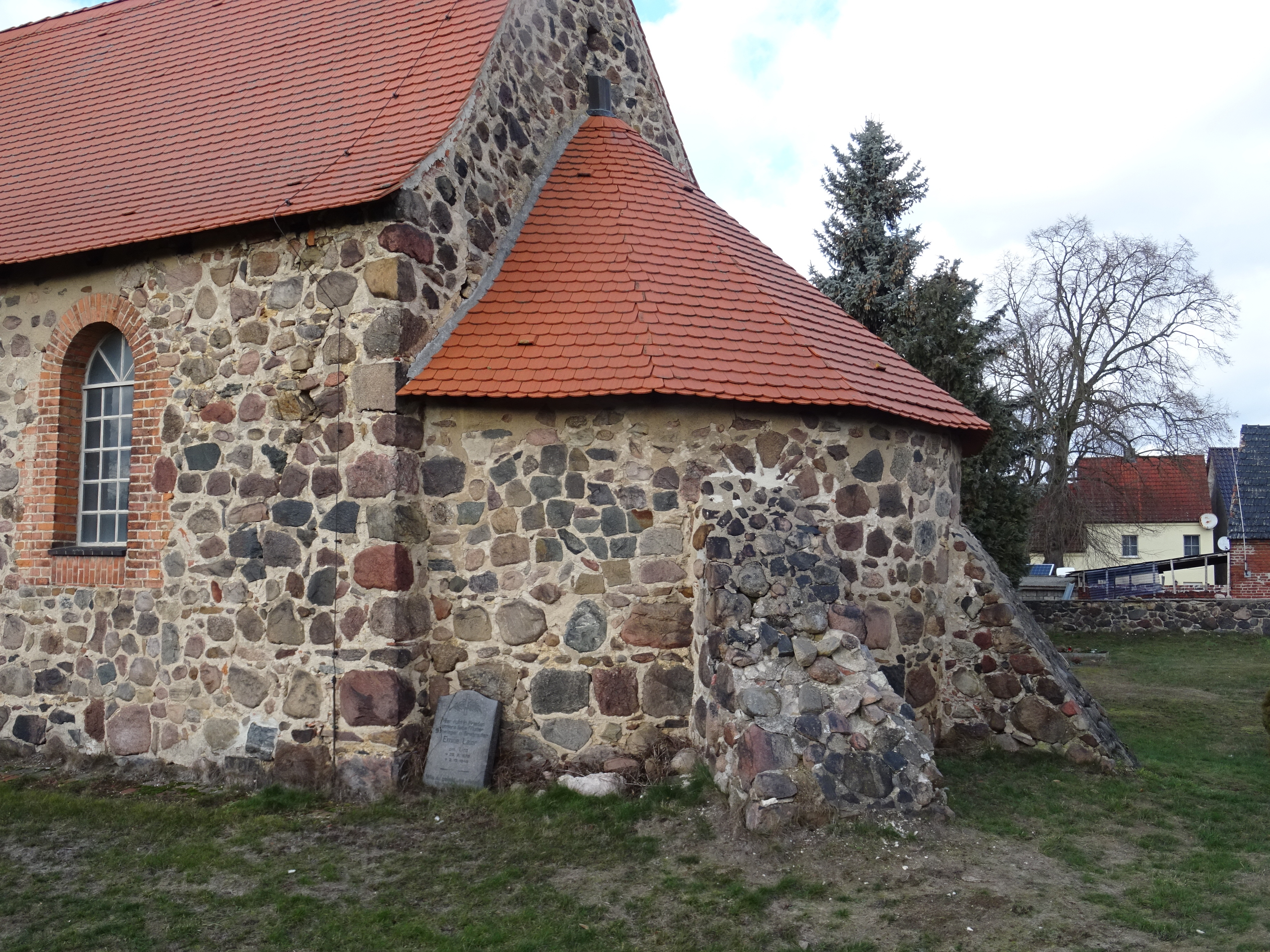
Apsis der Kirche

Die evangelische Dorfkirche Wergzahna in der Gemeinde Niedergörsdorf im Ortsteil Wergzahna im Landkreis Teltow-Fläming in Brandenburg befindet sich im südlichen Teil des Ortes und steht unter Denkmalschutz. Die Kirche in Rahnsdorf war seit mindestens 1528 Mutterkirche. Das Patronatsrecht hatte der Landesherr.

## Kirche
Die Kirche wurde wahrscheinlich im späten 12. Jahrhundert erbaut. Sie ist somit eine der ältesten Kirchen im Niederen Fläming. Das Feldsteinmauerwerk ist noch unregelmäßig, so dass angenommen wird, dass die Kirche vor anderen Flämingkirchen entstanden ist. Die Kirche wurde im Dreißigjährigen Krieg zerstört und danach wieder aufgebaut. Die Wetterfahne trägt die Jahreszahl 1686, wahrscheinlich das Jahr des Wiederaufbaues. Das Dachwerk stammt aus dieser Zeit. Von 1864 bis 1865 wurde die Kirche renoviert, dabei entstanden die großen Rundbogenfenster. 1934/1935 wurde bei einer Renovierung der Fachwerkturm neu erbaut. Der Turm trägt ein geschweiftes Zeltdach. In den 1970er Jahren wurde die Bemalung aus dem Jahr 1892 beseitigt. Vor 2000 wurde das Dach neu gedeckt und der Turm erneuert.
Die Kirche ist ein rechteckiger Saalbau mit einer nur wenig eingezogenen Apsis. Im Inneren befindet sich eine Holzdecke. Die Emporen waren ursprünglich an drei Seiten der Kirche, heute befindet sich nur noch an der Westseite eine Empore. Das Gemeindegestühl besteht aus zwei Blöcken und ist schlicht gehalten.

## Ausstattung
Über der Apsis befindet sich ein Kruzifix aus dem 15. Jahrhundert. Ebenfalls aus dem 15. Jahrhundert stammt eine kobaltblaue Madonna. Ein alter Kronleuchter befindet sich im Turm. Die beiden Bronzeglocken im Turm wurden 1927 und 1961 gegossen.

### Altar
Der Altaraufsatz stammt aus dem Ende des 17. Jahrhunderts. Der Aufsatz aus Holz besteht aus einer ovalen Predella mit einem Abendmahlsbild und einem Kreuzigungsbild im Hauptfeld. Rechts und links befinden sich Säulen, auf dem Aufsatz ein Rundbogen. Über dem Rundbogen befindet sich ein Lamm Gottes. Der Altarunterbau stammt wahrscheinlich aus dem Mittelalter. An der Nordseite der Apsis befindet sich eine Sakramentsnische wohl aus dem 15. Jahrhundert.

### Kanzel und Taufe
Die Taufe wurde in der zweiten Hälfte des 19. Jahrhunderts wahrscheinlich aus Zink gegossen. Die Kanzel stammt wie der Altaraufsatz aus der Zeit Ende des 17. Jahrhunderts. Der polygonale Korb steht auf einer korinthischen Säule. Am Aufgang befinden sich Rankengitter. 

### Orgel
Die Orgel mit einem Manual und Pedal wurde 1853 von Moritz Baumgarten aus Zahna erstellt. Sie löste ein Vorgängerinstrument von 1820 ab. Das Orgelprospekt ist dreiteilig und schlicht aufgebaut.